# Ваља Унгурулуј (Муреш)
Ваља Унгурулуј (рум. Valea Ungurului) насеље је у Румунији у округу Муреш у општини Козма. Oпштина се налази на надморској висини од 453 m.

## Становништво
Према подацима из 2002. године у насељу је живело 9 становника, од којих су сви румунске националности.